# Egesina ceylonensis
Egesina ceylonensis là một loài bọ cánh cứng trong họ Cerambycidae.